# G Bedtime Stories
"G Bedtime Stories" é uma canção do rapper estadunidense Snoop Dogg, lançada em 6 de Fevereiro de 1999, como primeiro single de seu quarto álbum de estúdio No Limit Top Dogg.

## Faixas
| Lado A |                                         |         |  |
| N.º    | Título                                  | Duração |  |
| 1.     | "G Bedtime Stories" (Versão das rádios) | 3:23    |  |

| Lado B |                                    |         |  |
| N.º    | Título                             | Duração |  |
| 1.     | "G Bedtime Stories" (Instrumental) | 3:23    |  |

## Vídeo e musica
O videoclipe foi dirigido por Gee Bee, e mostra Snoop contando histórias de terror para um grupo de crianças em uma casa mal-assombrada.

## Créditos
- Snoop Dogg - Artista principal, compositor
- Meech Wells - Produtor
- Master P - Produtor executivo